# Elbhochbrücke

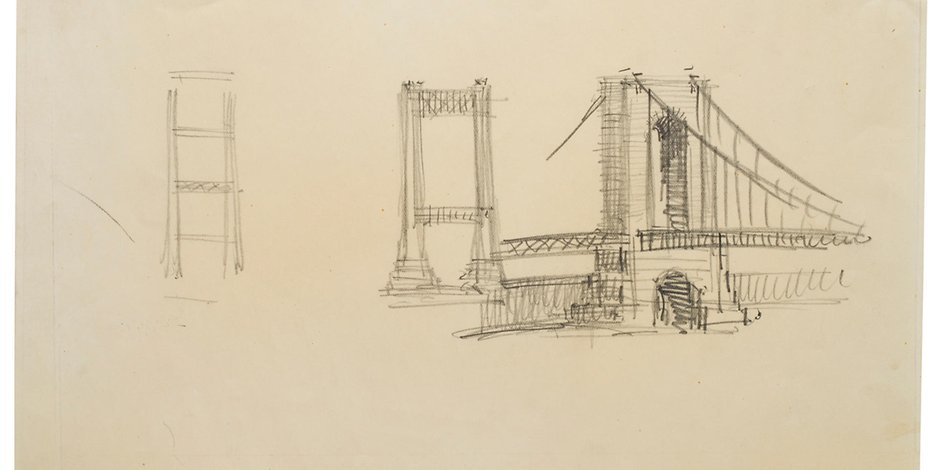
Die Elbhochbrücke, eine Bleistiftskizze von Adolf Hitler aus dem Jahr 1936 die er im Beisein von Albert Speer anfertigte

Die Elbhochbrücke war eine geplante Hängebrücke zur Elbquerung in Hamburg. Die Idee war ein Projekt von Adolf Hitler, das er in den Jahren von 1936 bis 1939 vorantrieb, letztlich aber, wie die meisten seiner Bauprojekte, nie vollendet wurde.

## Der Schöpfungsakt am 13. Juni 1936
Am 13. Juni 1936 weilte Adolf Hitler anlässlich der Schiffstaufe des Schulschiffs Horst Wessel im Hamburger Hafen. Nach der vollzogenen Schiffstaufe lud ihn der regierende Bürgermeister von Hamburg Carl Vincent Krogmann zu einer Hafenrundfahrt mit einer Barkasse ein. Hitler schwärmte von Hamburg, das nach seiner Meinung etwas „amerikanisches“ hätte. Als sich die Barkasse bei ihrer Hafenrundfahrt Altona näherte, unterbrach Hitler plötzlich die Gespräche und schritt an die Reling, ließ seinen Blick über das Wasser schweifen und erklärte seiner erstaunten Entourage, dass er hier eine gigantische Hängebrücke sehe. Es wird im Allgemeinen vermutet, dass die noch nicht fertiggestellte Golden Gate Bridge für die Idee Hitlers Pate gestanden habe, die er mit der Hamburger Brücke zu übertreffen versuchte. Von Berlin aus reichte Hitler dann seine Skizzen und Pläne, die er sicherlich nicht allein gefertigt hatte, beim Hamburger Hochbauamt ein.

## Weiterer Verlauf des Projektes
Das Hamburger Hochbauamt stand dem Projekt sehr skeptisch gegenüber. Das statische Problem bei einer Hängebrücke besteht darin, dass das gesamte Brückengewicht auf zwei Pylonen mit einem geringen Kontakt zur Oberfläche ruht. Bei der Golden Gate Bridge ruhen die Pylonen auf Felsgestein. Die Uferpromenade der Unterelbe in Hamburg ist dagegen ein Sandaufschwemmgebiet. Es müssten also gewaltige Fundamentierungsarbeiten im Elbuferbereich durchgeführt werden. Die Ausschachtarbeiten müssten zudem gegen das Elbwasser abgedichtet werden. Zirka die Hälfte des Bauwerks wäre für den Betrachter nicht sichtbar unterirdisch gewesen. Zum anderen sah man dort den Standort der Brücke für nicht günstig an. Doch Hitler verlangte, dass die Verkehrsströme eben umgeleitet werden müssten. Am 9. Juni 1937 schrieben Bausenator Peter Ahrens und Reichsstatthalter Karl Kaufmann einen Wettbewerb zur Umgestaltung des Elbufers aus. Diesen konnte der bis dahin weitgehend unbekannte Architekt Konstanty Gutschow durch den Zuspruch Hitlers für sich entscheiden Am 1. April 1939 wurde er zum Architekten der Umgestaltung des Elbufers ernannt.

## Der Plan von Gutschow
Gutschow plante eine riesige Hochbrücke mit einer Höhe von 180 Metern und einer Spannweite von 750 Metern zu bauen, die die Elbe etwa auf der Höhe des heutigen neuen Elbtunnels überqueren sollte. Außerdem sollte auf der Höhe des Bahnhofs Altona ein neues NSDAP-Gauhochhaus gebaut werden. Der einzige Wolkenkratzer, der für das „Dritte Reich“ gebaut werden sollte, wäre mit 250 Metern Höhe fast doppelt so groß gewesen wie der „Michel“. Ein Boulevard zwischen Gauhochhaus und Landungsbrücken sollte auf einer Seite mit riesigen repräsentativen Gebäuden bedeckt sein. Darüber hinaus war der Bau eines großen Passagierschiffsterminals für „Kraft-durch-Freude“-Schiffe (KdF), eines 80 Meter hohen KdF-Hotels (mit 2000 Betten), einer „Volkshalle“ für 50.000 Personen und eines Paradeplatzes für 100.000 Personen geplant.

## Reste
Über einige Fundamentarbeiten ist das Projekt nicht hinausgekommen. Noch vor einigen Jahren hat man diese aus dem Elbwasser sehen können.